# Siconema neozealandicum
Siconema neozealandicum är en rundmaskart som beskrevs av Yeates och Spiridonov 1996. Siconema neozealandicum ingår i släktet Siconema och familjen Drilonematidae. Inga underarter finns listade i Catalogue of Life.